# Lyngby Lokal Station
 Ikke at forveksle med Lyngby Station.
Lyngby Lokal Station er en jernbanestation i Kongens Lyngby.

## Galleri
- Wikimedia Commons har flere filer relateret til Lyngby Lokal Station

- Haveanlæg ved den østlige perron.
- Østlig perron for tog mod Jægersborg.
- Vestlig perron for tog mod Nærum.
- Et venteskur der har set bedre dage.
- RegioSprinter krydser Toftebæksvej.
- RegioSprinterens forgænger Y-tog kort efter leveringen i 1972.